# Radu Ciuceanu
Radu Ciuceanu (n. 16 aprilie 1928, Arad, România – d. 12 septembrie 2022) a fost un istoric român, membru de onoare al Academiei Române.

## Biografie
Ca elev, a studiat la Colegiul Carol I, Craiova. În timp ce era student la medicină, a intrat în Mișcarea Națională de Rezistență (M. N. R.) în anul 1947. A fost cooptat în conducerea Mișcării Naționale de Rezistență din Oltenia (M. N. R. O), condusă de generalul Iancu Carlaonț, care lupta pentru eliberarea țării de sub ocupația sovietică. „Primește misiunea de a forma nuclee subversive în mediile studențești din Craiova: face legătura cu grupurile paramilitare din munții Retezat și Valea Cernei și muntele Cozia, transportând armament, muniție și materiale de propagandă; stabilește, după dispozițiile Comitetului Militar M. N. R. O. ,platformele de desant și punctele de rezistență de pe Valea Oltului. A fost arestat în septembrie 1948 și anchetat de Securitate, Procuratură și N. K. V. D., fiind condamnat în iunie 1949 la 15 ani temniță grea pentru «crimă de uneltire împotriva ordinii sociale». În urma condamnării, a fost deținut în penitenciarele Craiova, Pitești, Jilava,  Târgșor, Gherla, Aiud, Văcărești, Dej. A fost supus «reeducării» la Pitești, 1949-1950 și Gherla, 1950-1951. A fost eliberat din închisoare în 1963.” (op. cit. ref. 1). În perioada 1965-1968 a fost muncitor necalificat, iar între anii 1966-1970 a fost student la Facultatea de Istorie. După terminarea studiilor universitare, a devenit cercetător la Institutul de Arheologie din București (1970-1975) și apoi la Muzeul de istorie și artă al municipiului București (1975-1989). A efectuat săpături arheologice la Putna, Coșula, Mihăilești, Afumați, Ghica-Tei, Pantelimon, Văcărești, Colțea etc. 
După anul 1989 a fost deputat în legislatura 1990-1992, ales în județul Alba pe listele Partidului Național Liberal ocupând funcția de vicepreședinte al Camerei Deputaților. În legislatura 2000-2004 a fost ales deputat în județul Olt pe listele PRM.
A fost membru fondator al Asociației Foștilor Deținuți Politici din România (AFDPR), în ianuarie 1990.
Între 1948 și 1963 a fost deținut politic, după ce a activat timp de doi ani în Mișcarea Națională de Rezistență Anticomunistă din Oltenia.
În martie 2010 a câștigat în instanță despăgubiri în valoare de 600.000 de euro de la Statul Român pentru chinurile îndurate în temnițele comuniste.
Este directorul-fondator al Institutului Național pentru Studiul Totalitarismului (1993)..
Este inițiatorul proiectului de lege pentru studierea dosarelor arhivelor Securității (1991-1992).
Doctor în istorie (1998).